# شرلوك هولمز: ذا دفيلز دوتر
شرلوك هولمز: ذا دفيلز دوتر (بالإنجليزية: Sherlock Holmes: The Devil's Daughter)‏ هي لعبة فيديو مغامرات ضمن سلسلة أدفنشرز أوف شرلوك هولمز صدرت في 10 يونيو 2016، وهي متوفرة على أجهزة ويندوز وبلاي ستيشن 4 وإكس بوكس ون. اللعبة من تطوير فروجويرز ومن نشر بيغبين إنتراكتيف وهي أول لعبة في السلسلة منذ 2007 لا يتم نشرها بواسطة فوكس هوم انتراكتيف. تدعم اللعبة 16 لغة، ومن بينها العربية.

## محتوى اللعبة
تتكون اللعبة من خمس قضايا مترابطة. يواجه هولمز الأسرار المظلمة لعائلته عندما تتدخل امرأة زائرة في حياته الخاصة وبالأخص مع ابنته المتبناة.

## أسلوب اللعب
يعتمد أسلوب اللعب على استكشاف مسرح الجريمة وفحص الدلائل. وعند اكتشافها يتم إضافة الأدلة إلى «فضاء الاستنباط» والذي يتم فيه ربط أجزاء المعلومات معا، مما يؤدي إلى استنتاجات مختلفة. اعتمادا على كيفية تفسير اللاعب للأدلة يمكن الوصول إلى استنتاجات مختلفة. لذا من المحتمل أن يفشل اللاعب أو ينجح في العثور على الجاني.

## وصلات خارجية
- شرلوك هولمز: ذا دفيلز دوتر على موقع IMDb (الإنجليزية)

- الموقع الرسمي